# Bouchea prismatica
Bouchea prismatica là một loài thực vật có hoa trong họ Cỏ roi ngựa. Loài này được (L.) Kuntze mô tả khoa học đầu tiên năm 1891.